# Thomas Sigismund Stribling
Thomas Sigismund Stribling (Clifton, 4 marzo 1881 – Florence, 8 luglio 1965) è stato uno scrittore statunitense vincitore del Premio Pulitzer nel 1933 per il romanzo I roghi dell'Alabama.

## Biografia
Thomas Sigismund Stribling nasce a Clifton, Tennessee, nel 1881, da Christopher Columbus e Amelia Waits Stribling.
Dopo aver abbandonato l'attività di avvocato e insegnante, inizia a pubblicare racconti ed articoli su popolari riviste come Amazing Stories.
È autore di racconti, poesie, un'autobiografia postuma e una quindicina di romanzi tra i quali è celebre la ʿTrilogia Vaidenʾ composta da The Forge, I roghi dell'Alabama (premiato con il Premio Pulitzer) e Unfinished Cathedral.
Muore a Florence, Alabama, l'8 luglio del 1965.

## Opere

### Romanzi
- The Cruise of the Dry Dock (1917)
- Birthright (1921)
- Fombombo (1922), Milano-Verona, Mondadori, 1935 Traduzione di Cesare Giardini
- Red Sand (1923)
- Teeftallow (1926)
- Bright Metal (1928)
- East is East (1922)
- Strange Moon (1929)
- Backwater (1930)
- The Sound Wagon (1935)
- These Bars of Flesh (1938)

### Trilogia Vaiden
- The Forge (1931)
- I roghi dell'Alabama (The Store) (1932), Milano, Mondadori, 1955 Traduzione di Paola Ojetti
- Unfinished Cathedral (1933)

### Racconti
- Clues of the Caribbees: Being Certain Criminal Investigations of Henry Poggioli, Ph. D. (1929)
- Best Dr. Poggioli Detective Stories (1975)
- Dr. Poggioli: Criminologist (2004)
- Web of the Sun (2012)

### Biografie
- Laughing Stock: The Posthumous Autobiography of T.S. Stribling (1982)

### Poesia
- Design on Darkness

## Filmografia parziale
- Birthright (1924) regia di Oscar Micheaux (soggetto)